# Логвинов Ігор Олександрович
Ігор Олександрович Логвинов (біл. Ігар Аляксандравіч Логвінаў; нар. 23 серпня 1983, Мінськ, Білоруська РСР) — білоруський футболіст та тренер, виступав на позиції воротаря.

## Клубна кар'єра
Розпочав займатися футболом у мінській футбольній школі «Зміна», перший тренер — Леонід Іванович Данейко. Потім перейшов у «Трудові резерви».
Професійну кар'єру розпочинав у мінському «Торпедо» під керівництвом Анатолія Івановича Юревича. Спочатку грав у дублі, а згодом потрапив в основну команду.
Після цього захищав кольори ждановицької «Даріди» та мінської «Зірки-БДУ». У 2005 році став основним воротарем солігорського «Шахтаря», з яким став чемпіоном Білорусі. У цьому ж році визнаний найкращим воротарем чемпіонату Білорусі. З 2006 по 2007 рік виступав за дублюючий склад українського «Іллічівця».
Сезон 2011 року провів у вірменському «Шираці». У січні 2012 року перейшов у «Мінськ», а в січні 2013 року — у ФК «Гомель». У матчі першого туру проти «Дніпра» отримав травму, а згодом перестав потрапляти в основний склад, у підсумку в липні 2013 року розірвав контракт з гомельським клубом. Потім грав за мікашевіцький «Граніту» та бобруйську «Белшіну». 
У серпні 2013 року переїхав до «Іслочі», де швидко закріпився в основі. До вересня 2014 року залишався основним воротарем команди, після чого перейшов на тренерську роботу й почав залишатися на лаві запасних. По завершенні сезону 2014 року завершив кар'єру гравця. До завершення сезону 2015 року перебував у заявці «Іслочі» на сезон, але ще до початку сезону залишив клуб. У підсумку приєднався до дебютанта Другої ліги Білорусі «Вікторія» з Мар'їної Горки. Включений до символічної збірної найкращих гравців чемпіонату Білорусі у вищій лізі 2004 та 2005 років. Включений до символічної збірної вірменської прем'єр-ліги 2011 року. Учасник розіграшу Ліги Європи в 2004 році в складі солігорського «Шахтаря» та в 2008 році в складі «Гомеля».
У 2015 році завершив активну кар'єру гравця й перейшов на тренерську роботу. Працював тренером з підготовки воротарів у клубах: «Іслоч» (2014-2015), «Крумкачи» (2016), так само працював в структурі академії АБФФ (Асоціація Білоруська Федерація Футболу). З 2017 року тренер воротарів футбольного клубу «Машук-КМВ». З жовтня по листопад 2020 року — виконувач обов'язки головного тренера. З лютого 2021 року головний тренер філії Академії Спартака імені Федора Черенкова в місті П'ятигорськ.
Освіта вища. Закінчив Білоруський державний університет фізичної культури (спеціальність — тренер з футболу). Володіє тренерською ліцензією УЄФА категорії Б.

## Кар'єра в збірній
За молодіжну збірну Білорусі провів 17 матчів. Фіналіст молодіжного чемпіонату Європи в Німеччині 2004 року.

## Досягнення
- Білоруська футбольна вища ліга
  -  Чемпіон (1): 2005
  -  Срібний призер (1): 2007
  -  Бронзовий призер (2): 2004, 2006

- Найкращий воротар чемпіонату Білорусі: 2005

- Кубок Білорусі
  -  Фіналіст (2): 2006, 2012

- Кубок Вірменії
  -  Фіналіст (1): 2012